# Trematocranus
Genre
Trematocranus est un genre de poissons de la famille des Cichlidae.

## Liste des espèces
Selon FishBase (4 fev. 2016) :
- Trematocranus labifer (Trewavas, 1935)
- Trematocranus microstoma Trewavas, 1935
- Trematocranus placodon (Regan, 1922)